# Boston Marathon 1971
De Boston Marathon 1971 werd gelopen op maandag 19 april 1971. Het was de 75e editie van de Boston Marathon. De Colombiaan Álvaro Mejía kwam als eerste over de streep in 2:18.45.
Aan deze wedstrijd mochten geen vrouwen deelnemen. Desondanks namen toch een aantal vrouwen in het geheim deel. De Amerikaanse Sara Mae Berman kwam voor de derde achtereenvolgende keer aan als eerste vrouw met een tijd van 3:08.30. Zij eindigde hiermee een halve minuut voor op haar landgenote Nina Kuscsik. Pas in 1992 werden hun prestaties officieel erkend.
In totaal finishten er 887 marathonlopers, waarvan 884 mannen en drie vrouwen.

## Uitslagen

### Mannen
| rang   | naam             | land | tijd    |
| ------ | ---------------- | ---- | ------- |
| Goud   | Álvaro Mejía     | COL  | 2:18.45 |
| Zilver | Patrick McMahon  | IRL  | 2:18.50 |
| Brons  | John Halberstadt | RSA  | 2:22.23 |
| 4      | John Vitale      | USA  | 2:22.45 |
| 5      | Byron Lowry      | USA  | 2:23.20 |
| 6      | Arthur Coolidge  | USA  | 2:23.23 |
| 7      | William Speck    | USA  | 2:23.54 |
| 8      | Markku Salminen  | FIN  | 2:24.02 |
| 9      | Ron Wallingford  | CAN  | 2:25.21 |
| 10     | Bill Clark       | USA  | 2:26.19 |

### Vrouwen
| rang   | naam             | land | tijd    |
| ------ | ---------------- | ---- | ------- |
| Goud   | Sara Mae Berman  | USA  | 3:08.30 |
| Zilver | Nina Kuscsik     | USA  | 3:09.00 |
| Brons  | Kathrine Switzer | USA  | 3:28.00 |

1897 ·
1898 ·
1899 ·
1900 ·
1901 ·
1902 ·
1903 ·
1904 ·
1905 ·
1906 ·
1907 ·
1908 ·
1909 ·
1910 ·
1911 ·
1912 ·
1913 ·
1914 ·
1915 ·
1916 ·
1917 ·
1918 ·
1919 ·
1920 ·
1921 ·
1922 ·
1923 ·
1924 ·
1925 ·
1926 ·
1927 ·
1928 ·
1929 ·
1930 ·
1931 ·
1932 ·
1933 ·
1934 ·
1935 ·
1936 ·
1937 ·
1938 ·
1939 ·
1940 ·
1941 ·
1942 ·
1943 ·
1944 ·
1945 ·
1946 ·
1947 ·
1948 ·
1949 ·
1950 ·
1951 ·
1952 ·
1953 ·
1954 ·
1955 ·
1956 ·
1957 ·
1958 ·
1959 ·
1960 ·
1961 ·
1962 ·
1963 ·
1964 ·
1965 ·
1966 ·
1967 ·
1968 ·
1969 ·
1970 ·
1971 ·
1972 ·
1973 ·
1974 ·
1975 ·
1976 ·
1977 ·
1978 ·
1979 ·
1980 ·
1981 ·
1982 ·
1983 ·
1984 ·
1985 ·
1986 ·
1987 ·
1988 ·
1989 ·
1990 ·
1991 ·
1992 ·
1993 ·
1994 ·
1995 ·
1996 ·
1997 ·
1998 ·
1999 ·
2000 ·
2001 ·
2002 ·
2003 ·
2004 ·
2005 ·
2006 ·
2007 ·
2008 ·
2009 ·
2010 ·
2011 ·
2012 ·
2013 ·
2014 ·
2015 ·
2016 ·
2017 ·
2018 ·
2019 ·
2020 ·
2021 ·
2022